# Trachelopachys aemulatus
Trachelopachys aemulatus är en spindelart som beskrevs av Willis J. Gertsch 1942. Trachelopachys aemulatus ingår i släktet Trachelopachys och familjen flinkspindlar.
Artens utbredningsområde är Paraguay. Inga underarter finns listade i Catalogue of Life.